# All for Love
All for Love è un singolo registrato da Bryan Adams, Rod Stewart e Sting, composto come colonna sonora del film I Tre Moschettieri nel 1993. Gli autori della canzone sono Bryan Adams, Robert John "Mutt" Lange e Michael Kamen, lo stesso trio di autori che aveva composto due anni prima il singolo di enorme successo (Everything I Do) I Do It for You, anch'esso utilizzato per la colonna sonora di un film (in quel caso si trattava di Robin Hood - Principe dei ladri).
All for Love ha raggiunto la prima posizione della Billboard Hot 100 il 22 gennaio 1994, rimanendovi per tre settimane e diventando una delle hit di maggior successo dell'anno negli Stati Uniti. Il singolo ha conquistato la prima posizione anche in Canada, Australia, Germania, Italia, Svezia, Giappone e ha ottenuto ottimi riscontri in diversi altri Paesi. È stato certificato disco di platino dalla RIAA per le vendite di oltre un milione di copie nei soli Stati Uniti.
La canzone è anche disponibile in due raccolte di Bryan Adams: The Best of Me e Anthology 1980-2005 (disco 2).
La canzone è stata utilizzata anche nel Pavarotti & Friends organizzato dal tenore modenese, per chiudere il concerto.

## Contesto e scrittura
Il titolo della canzone è ispirato al motto dei moschettieri: "tutti per uno, uno per tutti" (in inglese "All for one, and one for all").

## Contenuto
Lo stile della canzone è stato fortemente influenzato dalla musica rock e pop degli anni '80. I testi fanno riferimento all'amore e all'amicizia.
Bryan Adams ha affermato in un'intervista che il trio voleva accreditarsi sotto le iniziali di "Adams, Stewart, Sting", ma la casa discografica respinse l'idea.

## Tracce
CD-Maxi A&M 580 477-2
1. All For Love – 4:46
2. Straight from the Heart (live) – 3:34 – Bryan Adams
3. If Only – 4:58 – Rod Stewart
4. Love Is Stonger Than Justice (The Munificent Seven) (live) – 6:57 – Sting

7" Single A&M 580 476-7
1. All For Love – 4:46
2. All for Love (strumentale) – 4:46

MC A&M 580 476-4
1. All For Love – 4:46
2. All for Love (strumentale) – 4:46

## Formazione
- Bryan Adams – voce
- Rod Stewart – voce
- Sting – voce, basso
- Dominic Miller – chitarre
- Keith Scott – chitarra solista
- Mickey Curry – batteria
- Edward Shearmur – tastiere
- Bill Payne – pianoforte

### Produzione
- Bryan Adams, Chris Thomas, David Nicholas – produzione
- Chris Thomas – missaggio
- David Nicholas – ingegneria del suono
- Bob Ludwig – mastering
- Olle Romo – programmazione musicale

## Classifiche

### Classifiche settimanali
| Classifica (1993/94)             | Posizione massima |
| -------------------------------- | ----------------- |
| Australia                        | 1                 |
| Austria                          | 1                 |
| Belgio (Fiandre)                 | 2                 |
| Canada                           | 1                 |
| Danimarca                        | 1                 |
| Europa                           | 1                 |
| Finlandia                        | 1                 |
| Francia                          | 7                 |
| Germania                         | 1                 |
| Giappone                         | 48                |
| Giappone (international)         | 1                 |
| Irlanda                          | 1                 |
| Islanda                          | 5                 |
| Italia                           | 1                 |
| Norvegia                         | 1                 |
| Nuova Zelanda                    | 5                 |
| Paesi Bassi                      | 3                 |
| Regno Unito                      | 2                 |
| Scozia                           | 12                |
| Spagna                           | 17                |
| Stati Uniti                      | 1                 |
| Stati Uniti (adult contemporary) | 4                 |
| Stati Uniti (pop)                | 1                 |
| Sudafrica                        | 8                 |
| Svezia                           | 1                 |
| Svizzera                         | 1                 |
| Zimbabwe(ZIMA)                   | 1                 |

### Classifiche di fine anno
| Classifica (1994)            | Posizione |
| ---------------------------- | --------- |
| Australia                    | 10        |
| Austria                      | 3         |
| Belgio (Fiandre)             | 18        |
| Canada                       | 1         |
| Europa                       | 4         |
| Germania                     | 9         |
| Islanda                      | 21        |
| Italia                       | 9         |
| Nuova Zelanda                | 42        |
| Paesi Bassi (Dutch Top 40)   | 22        |
| Paesi Bassi (Single Top 100) | 29        |
| Regno Unito                  | 37        |
| Stati Uniti                  | 8         |
| Svezia                       | 2         |
| Svizzera                     | 7         |

### Classifiche di fine decennio
| Classifica (1990–1999) | Posizione |
| ---------------------- | --------- |
| Stati Uniti            | 69        |

## Altre versioni
- 1994 — Nell'album dal vivo Pavarotti & Friends 2, la canzone viene interpretata da Adams in duetto con Luciano Pavarotti, Andrea Bocelli, Nancy Gustafson, Andreas Vollenweider e Giorgia. Michael Kamen, che ha co-scritto la canzone con Adams, ha diretto l'orchestra.
- 2007 —  Il trio musicale svedese E.M.D., pubblicarono una cover di All for Love come singolo di debutto. Debuttando al numero due della classifica ufficiale svedese dei singoli Sverigetopplistan, salì al numero uno la settimana successiva e vi rimase per sei settimane consecutive.[52]